# Exochus frontellus
Exochus frontellus är en stekelart som beskrevs av Holmgren 1858. Exochus frontellus ingår i släktet Exochus och familjen brokparasitsteklar. Arten är reproducerande i Sverige. Inga underarter finns listade i Catalogue of Life.